# Amargos
Els amargos són unes galetes de pasta seca tradicionals de Menorca.
Originalment es menjaven per Nadal, però ara s'elaboren i es compren durant tot l'any. No se sap amb certesa, però es pensa que el seu origen es troba en els ametllats de la península Ibèrica. Es fan amb ametlles senceres, bullides i després triturades, entre les quals n'hi solia haver d'amargues, mesclades amb sucre, pela ratllada de llimona i clara d'ou, i posteriorment cuites breument al forn.